# Baltasar Dias
Pour les articles homonymes, voir Dias.
Baltasar Dias est un dramaturge et poète portugais du XVIe siècle, que l'on rattache à l'école de Gil Vicente. Aveugle, il était originaire de l'île de Madère. On lui doit notamment le texte à l'origine du tchiloli, spectacle populaire à São Tomé-et-Principe.

## Œuvres
- Autos, romances e trovas. Baltasar Dias, introduction, édition, notes et glossaire par Alberto Figueira Gomez, Imprensa nacional, Casa da Moeda, 1984, 416 p.

## Postérité
Un théâtre de Funchal (Madère) porte son nom.